# 危險心靈 (電視劇)
《危險心靈》是一部改編自台灣作家侯文詠同名小說《危險心靈》的電視劇。故事劇情以青少年學生的角度出發，關注台灣教育改革政策下的學校、老師、學生、家長方面的衝突與各種現象。書中許多情節深刻的點出新制度下造成的問題，也真實反映了許多現象；在推出時，引起社會上的許多討論和迴響。本劇也是培育許多新生代藝人的搖藍如黃河、張書豪、紀培慧、胡桓瑋、溫昇豪、羅康妮。黃河因此劇獲得第42屆金鐘獎戲劇類男主角獎，此劇也拿下同屆金鐘獎戲劇節目獎。

## 過程
因為原作中很多對教育環境的觀點和論述，在改編成電視劇時有很大的困難。因此，製作前期時，導演、電視台以及原作者侯文詠在溝通劇本的方向上，耗費的許多時間。最後侯文詠決定親自加入成為製作人，電視劇和原著小說有許多不一樣的地方。
例如：原著中的劇情是單線發展，故事也在8天內結束；但為了改編成30集的電視連續劇，而加入了一些新的角色和多線的故事發展，關注的層面也從原著的「教育問題」擴充到劇中角色的成長和改變。劇情比較著重於描寫都會區國中生的生活與中產階級家庭子女教育的議題，如在企業辦公大樓內的補習班、大型連鎖書局與電影院、裝潢豪華的網咖與夜店、常關切學校運作的衣著光鮮的家庭主婦與西裝筆挺的父親。

## 主角簡介
主角謝政傑（小傑）是一個即將要考基測的台北市立禮仁國民中學三年級（九年一貫課程九年級）學生，有輕微的亞斯伯格症及ADHD。某天，台北市政府教育局的一位督學突然來到該校，說有一封檢舉信寄到教育局，檢舉該校三年級班導師詹朝威擅自將音樂課挪用來數學考試。詹老師非常生氣，後來查出檢舉信是班上的同學沈韋所寄，於是沈韋被迫轉班。小傑拒絕繼續參加詹老師的課後補習之後，小傑又因上課偷看漫畫《聖堂教父》(或譯英雄本色)，而被詹老師連人帶桌被趕出教室外。詹老師請小傑的媽媽來學校處理，卻不時挖苦小傑的媽媽；小傑一時控制不了情緒，推擠詹老師。校方針對這件事，給小傑記了大過；但小傑和媽媽不認同校方的措施，因此與校方產生了衝突。而此時小傑的父母面臨了婚姻瀕臨破裂的問題，小傑在學校也遭受同學的排擠。這一連串的衝突事件，再加上認識了身處高風險家庭而放浪形骸的高偉琦、被導師誣陷竊盜而中輟的援交妹艾莉，聽他們用生命寫下的故事後，讓小傑開始思考每天考試、補習、唸書的真正意義，以及自己的未來需要的是什麼……

## 劇情摘要
故事起源於一個平凡的禮仁國中校園，9年14班班導師詹朝威(溫昇豪 飾)要求大家說出將來對自己的期許，全班同學都有著對自己將來想成為什麼的希望，除了一個調皮搗蛋的謝政傑(黃河 飾)。某日，北市教育局收到一封由謝政傑摯友沈韋(張書豪 飾)所寫的檢舉信函，內容是詹老師屢次借用了音樂課來衝刺基測，校方查出該封檢舉信為沈韋所寫，就將他予以轉班處分，而謝政傑在某次數學小考得到95分高分後，便藉此不去詹老師開的課後補習班，爾後雖仍保持7、80分以上的優異成績，但詹老師卻因小傑不補習，開始吹毛求疵的找小傑麻煩，小傑因此向洪若烈校長(許金枝 飾)投訴詹老師有課後補習之實，詹老師難忍心中憤恨，打電話請小傑媽媽張美麗(李烈 飾)到校，並當著小傑面挖苦她一番，小傑難以忍受，遂與詹師爆發推擠衝突，並被詹老師記了一支大過。為平息事件，校方更要求小傑以轉班來換取消過，美麗看不下去，請來了報社的同事邱憲(郭世倫 飾)及對教育頗負熱情之台師大的郝麗麗教授(謝麗金 飾)前來討論如何解決，但沒想到卻因此將小傑推向了一場更大的風暴。在久戰不下之際，雙方同意召開協調會，協調會上詹老師以上課看漫畫、和高偉琦(胡桓瑋 飾)嗑藥、入侵學校網站、刮車、攻擊師長等為由予以攻擊，當處於劣勢之際，因傳播妹艾莉(林淑琴)(桂綸鎂 飾)及其駭客男友勞倫斯(王明智)(藍正龍 飾)情義相挺協助找出詹老師課後補習之證據而逆轉勝。但老謀深算的校方高層卻改採心理戰術，故意調走詹老師，讓其他同學自然而然的排擠小傑，學務主任張德財(關勇 飾)再趁機向他提出轉班要求，而詹老師在教評會的刻意掩護下也逃過原本應得之大過，亦能因謝之離開而重回14班繼續任教。小傑轉至詹老師女友彭琪雯老師(蔡燦得 飾)的班級就讀，但卻因消息流出而招致該班學生家長強烈反彈而被迫轉學，美麗難以接受此荒謬結果，欲再請記者出馬討回公道，並與先生謝獻堂(高捷 飾)再度發生爭執，復合的婚姻再度面臨決裂，後兩人達成協議，一同向禮仁國中抗爭，隨著人潮逐漸湧進現場，小傑才知道,原來已經不再只是個人的問題，也不是學校能決定，而是大範圍、沉淪的教育體制。最後與教育部談判破裂，小傑一行人被警察驅離，學校復歸平靜，這場抗爭也逐漸被世人淡忘。七年後，詹老師和彭老師結婚生子,他們選擇再一次相信了台灣的教育環境，而小傑在結尾前天真活潑的笑容，則象徵著學生純淨、未受現代教育體制污染的心靈。

## 角色

謝政傑（最前排者，黃河飾演）。

### 禮仁國中校方
| 演員   | 角色     | |
| 許金枝 | 洪若烈   | 禮仁國民中學校長，55歲，溫和理性，在小傑一行人發動抗爭時以校譽及上級態度為優先考量，試圖在行政與人情間取得平衡點。 |
| 關 勇  | 張德財   | 禮仁國民中學學務主任，張心如的父親，57歲。即將退休，事事以和為貴。在校外補習為督學推知真相後受到壓力仍試圖圓場。在謝政傑事件發生後，一心息事寧人，卻兩面不討好。 |
| 洪國智 | 生教組長 | 41歲，禮仁國民中學生活教育組組長，為維護學校形象，不惜逼迫謝政傑錄假口供、禁止學生的言論自由等事。 |
| 鄭仰山 | 鄭仰山   | 鄭老師。禮仁國民中學教師，42歲，在抗爭時當著媒體面大喊請家長「別再濫用自身權力，因為那是自私」。 |
| 溫昇豪 | 詹朝威   | 禮仁國民中學的「王牌」數學老師，27歲，在謝政傑事件中因緣際會開始追求彭琪雯老師。教學風格嚴厲，相信家長須與老師共同讓學生向他所認為的正途走。認定聖堂教父是色情漫畫，家長未到校會談是失職，而學生以下犯上應予懲誡。透過課後補習賺取（每月十萬）高額收入。為維護校外補習而極盡所能對有可能揭發真相的同學精神施壓，並以黑函等小手段取得校內輿情優勢。對於自己的犯行則畏首畏尾、百般推託，最後遭禮仁國中教師獎懲會決議停職並加入小傑一行人的抗爭行列。多年後，與彭老師移居美國並育有一子。 |
| 蔡燦得 | 彭琪雯   | 30歲的英文老師，亦是九年八班級任導師，其教學風格和詹老師完全相反，十分善待學生，與詹老師為情侶關係，謝政傑轉班事件爆發後，始終不離不棄的袒護著他。多年後，與詹老師移居美國並育有一子。 |
| 薛紀綱 | 薛紀綱   | 禮仁國民中學教師，29歲，接任詹老師一職，帶領9年14班的數學老師，因教學風格特殊常被汝浩一行人戲稱為水蜜桃姐姐。 |
| 江懿鋒 | 電腦老師 | 40歲，9年14班的電腦老師。 |
| 張真菡 | 吳真涵   | 35歲，9年14班的歷史老師。 |
| 林鴻翔 | 曾啟書   | 38歲，9年8班的理化老師。 |
| 傅金玲 | 徐惠芝   | 52歲，9年8班的國文老師。 |
| 夏紹虞 | 夏紹虞   | 45歲，9年14班的國文老師。 |
| 王盛弘 | 英文老師 | 54歲，9年16班(高偉琦)的英文老師。 |
| 徐惠芝 | 楊柔妮   | 9年14班的音樂老師。 |
| 姜淑娥 | 章小云   | 44歲，9年8班的體育老師。 |
| 陳宣蓉 | 祕書小玲 | 禮仁國民中學學務主任之祕書，29歲，因看不慣小傑屢受校方欺壓，在危惙之際提供校務會議表決結果，讓局勢得以逆轉。 |
| 喬飛   | 警衛     | 37歲，禮仁國民中學警衛，對小傑一家出入校門相當刁難。 |

### 禮仁國中學生
| 演員            | 角色   | |
| 黃 河           | 謝政傑 | 本片主角，15歲，1989年11月13日生。疑似患有多重性人格障礙(未經任何診斷)，經由汝浩母親介紹進入禮仁國中詹老師的班級。原本成績很好，也很用功，在家長和老師眼中都是個反應靈活的好學生。在上課偷看聖堂教父後，與詹老師的衝突逐步升高，終至不可收拾。其間遇到了沈韋、高偉琦和艾莉等人，一連串的事件讓他開始思考自己真正想走的道路。 |
| 紀培慧          | 張心如 | 15歲，父親是學校的學務主任，外型甜美，是小傑暗戀而被逼告白的對象，一直在大人幫她安排好的道路上成長，內心對小傑有好感，在小傑事件發生後，也面臨了親情、友情和愛情的抉擇。 |
| 張書豪          | 沈 韋  | 16歲，原為小傑在9年14班的同學，患有腦瘤，有革命家的積極反抗精神，在黑函事件之後被迫轉到6班，卻不放棄要繼續對抗和質疑各種體制和不合理的現象。 |
| 鄧聖耀          | 趙汝浩 | 15歲，小傑在9年14班的同學，在學校一直是個聽從老師、家人的話，成績優秀的乖巧學生。沒有什麼特別的野心，只希望能安安穩穩的考上建中，進入理想的大學。在小傑和詹老師發生衝突後，服從主流價值的他和小傑的友誼也因此受到了挑戰。 |
| 胡桓瑋          | 高偉琦 | 17歲，9年16班的學生，來自家庭問題的影響，讓他成為許多事情都是為了反對而反對，做出許多想要引人矚目的舉動，在外人看起來他是個怪咖，在師長眼裡面的問題學生。 |
| 劉大宇(Tiffany) | 雷建容 | 15歲，小傑在9年14班的同學，成績中上。 |
| 朱晏霆          | 黃培元 | 16歲，小傑在9年14班的同學，因不滿小傑檢舉詹老師課後補習，與其發生衝突，企圖將小傑趕出班上，以求詹老師回班授課。 |
| 莊翔緯          | 趙天明 | 15歲，小傑在9年14班的同學。 |
| 高培文          | 陳志龍 | 15歲，小傑在9年14班的同學。 |
| 林翰            | 郭子恆 | 15歲，小傑在9年14班的同學。 |
| 陳怡安          | 廖文文 | 15歲，小傑在9年8班的同學。 |

### 小傑家
| 演員   | 角色   | |
| 李 烈  | 張美麗 | 小傑的母親，劇中是在報社擔任編輯的職業婦女，46歲。和丈夫的婚姻陷入危機，兩人常常因小事爭吵。在小傑與老師起衝突後，夫妻兩人的價值觀衝突也達到最高點。                                                                                     |
| 高 捷  | 謝獻堂 | 小傑的父親，47歲。相信事情應用談判及交易代替正面衝突。無法適應妻子的強勢作風和性格，因此婚姻瀕臨破裂。雖然對孩子仍然關心，卻不知如何表現。其後決心改過，與老婆小孩站在一起。                                                             |
| 黃 河  | 謝政傑 | 本片主角，15歲，疑似患有多重性人格障礙(未經診斷)，經由汝浩母親介紹轉進禮仁國中詹老師的班級。原本成績很好，也很用功，在家長和老師眼中都是個反應靈活的好學生。在遇到了沈韋、高偉琦和艾莉之後，一連串的事件讓他開始思考自己真正想走的道路。 |
| 曹晶鈴 | 妹妹   | 5歲，小傑的妹妹,活潑可愛。經常煩擾哥哥謝政傑，但內心善良，愛每個家人。 |

### 汝浩家
| 演員   | 角色   | |
| 蔡阿炮 | 趙啟仲 | 45歲，趙汝浩的父親,展鵬貿易公司董事長，身兼家長會長。一心一意希望汝浩能安安穩穩的讀書、將來找個好工作，而反對他和謝政傑來往，並不時以拒絕接受報價來為難小傑父親，希望他放棄和詹老師作對，免得損及汝浩之學習權益。 |
| 赫容   | 赫蓉   | 42歲，趙汝浩的母親，標準的女強人，一心希望自己的兩個孩子受詹老師提拔而不惜賄賂他。 |
| 鄧聖耀 | 趙汝浩 | 15歲，小傑的同學，在學校一直是個聽從老師、家人的話，成績優秀的乖巧學生。沒有什麼特別的野心，只希望能安安穩穩的考上建中，進入理想的大學。在小傑和詹老師發生衝突後，他和小傑的友誼也因此受到了挑戰。                |

### 心如家
| 演員   | 角色   | |
| 關 勇  | 張德財 | 禮仁國民中學學務主任，張心如的父親，57歲。一心為了校譽及榮退著想，在謝政傑事件發生後，試圖想出一個兩全其美的策略，夾在校方與學生間左右為難。                   |
| 邰歡   | 張母   | 37歲，張心如母親，標準的家庭主婦，全盤聽從夫言，但卻忽略了心如真正想要的是什麼。                                                                               |
| 紀培慧 | 張心如 | 15歲，父親是學校的學務主任，外型甜美，是小傑的暗戀對象，一直在大人幫她安排好的道路上成長，內心對小傑有好感，在小傑事件發生後，也面臨了親情、友情和愛情的抉擇。 |

### 偉琦家
| 演員   | 角色   | |
| 李中瑜 | 高父   | 49歲，高偉琦的父親,性格暴躁,於家中開設賭場並常對妻兒施暴，為高偉琦步入歧途埋下伏筆。                                                       |
| 王淑娥 | 高母   | 38歲，高偉琦的母親，因身處暴力家庭而成天酗酒。                                                                                             |
| 胡桓瑋 | 高偉琦 | 17歲，來自家庭問題的影響，讓他成為許多事情都是為了反對而反對，做出許多想要引人矚目的舉動，在外人看起來他是個怪咖，在師長眼裡面的問題學生。 |

### 台北日報
| 演員   | 角色     | |
| 聞達   | 報社總編 | 56歲，美麗和邱憲的上司。在小傑事件剛開始時，由各方表現嗅出新聞價值。                                                                                         |
| 李 烈  | 張美麗   | 小傑的母親，劇中是在報社擔任編輯的職業婦女，46歲。和丈夫的婚姻陷入危機，兩人常常因小事爭吵。同事表現好感並大力協助，她本極力推辭，卻形格勢禁不得不接受。     |
| 郭世倫 | 邱 憲    | 27歲，小傑的母親的同事，鍾情於小傑的媽媽，但其不請自來的協助常遭回絕。支持小傑等人的抗爭行動，在劇中所扮演的角色則是記者，用報導方式多方表達教育體系的空洞。 |
| 柯奐如 | 林家祺   | 邱憲同行友人，24歲，以條件交換的方式,提供廖文文母親錄音給邱憲，扭轉小傑的劣局。                                                                              |
| 嚴瑄   | 白倩雯   | 邱憲同行友人，26歲。 |
| 戴和康 | 鄭和     | 邱憲同行友人，28歲。 |

### 其他人物
| 演員   | 角色            | |
| 桂綸鎂 | 艾 莉 (林淑琴)  | Alley Lin。21歲的中輟生，依靠援交和販賣毒品維生。常常表現出「對什麼事情都輕描淡寫」的態度，其實內心相當寂寞。                                                         |
| 藍正龍 | 勞倫斯 (王明智) | Lawrence Wang。艾莉的男朋友，26歲，電腦技術一流，和艾莉一樣，私下有一段令人感懷的故事。                                                                               |
| 謝麗金 | 郝莉莉          | 35歲，國立臺灣師範大學教授，對教育制度不滿，有改革決心和想法的教育家。常常上電視台的Call-in節目發表自己的教育理念，得知小傑發生所有事件的來龍去脈後與他站在同一陣線。 |
| 羅康妮 | 小真            | 21歲，汝浩爸爸公司的祕書，相當關心小傑及同學們，但因身份敏感(趙啟仲員工)而無法出席辯論會，替小傑指證詹老師實有課補一事。                                              |
| 陳俊佑 | 裘崇恩          | 50歲，時任立法委員,協調小傑一家和禮仁國中的辯論會。 |
| 林昌偉 | 立委助理        | 32歲，裘崇恩立委的助理，以一句「請慢走」令謝家人徹底傻眼。 |
| 許智棠 | 網咖老闆        | 38歲，因髮型特殊,經常被小傑戲稱麥當勞叔叔。 |
| 童寶盧 | 沈父            | 48歲，沈韋父親，對沈韋的決定多表示不贊同，但其實是擔心他走上岐途。 |
| 李美瑛 | 廖母            | 45歲，廖文文的母親,為保護自家女兒的學習權益，不惜犧牲小傑，更率領其他家長發動罷課。                                                                                   |
| 李鑫龍 | 李鑫龍          | 44歲，小傑父親在貿易公司的同事。 |
| 李峻崗 | 小吃店老闆      | 39歲，台北市鬧區的某家小吃店老闆，因自己的小孩受惠於詹老師，因此對詹老師及彭老師相當友善。                                                                            |
| Danny  | 北條彰          | 25歲，聖堂教父中的人物。 |
| 文菘仰 | 淺見千秋        | 28歲， 聖堂教父中的人物。 |
| 畢志剛 | 王紀堯          | 54歲，台北市教育局督學，因收到沈韋之檢舉信而受命調查禮仁國中是否有違規調課一事，表面看似官官相護，但內心卻自有一把公道之尺並相當關心學生。                            |
| 陶傳正 | 宋介民          | 57歲， 時任教育部部長，表面西裝筆挺、斯文達理，但實為多一事不如少一事的典型官僚主義者。                                                                               |
| 莊忠義 | 部長助理        | 55歲，教育部長身邊的助理，處世不通人情、忽視民意，更要脅出動員警趕走抗爭的謝政傑一行人。                                                                              |
| 曹志玲 | 孫主任          | 52歲，松山區民生國中學務主任，一再找理由刁難欲轉入的謝政傑與謝父。 |
| 唐朝芬 | 高主任          | 37歲，介壽國中學務主任，與先前的孫主任作風一同，以謝政傑檢舉老師課後補習為理由婉拒其轉入。                                                                            |
| 施禹成 | 沈主任          | 46歲，中山國中學務主任，謝政傑叩關的第三所國中學務主任，因不忍謝政傑尋無遮風避雨之所，因而高抬貴手答應讓望穿秋水的謝政傑轉入。                                        |

## 角色變動表
| 角色     | 原著姓名 | 電視劇姓名 |
| -------- | -------- | ---------- |
|          |          |            |
| 記者     | 邱倩     | 邱憲       |
| 教授     | 郝秀玉   | 郝莉莉     |
| 校長     | 盧長鶴   | 洪若烈     |
| 主任     | 張靜瑩   | 張德財     |
| 英文老師 | 彭曉如   | 彭琪雯     |
| 立委     | 裘正一   | 裘崇恩     |
| 趙母     | 赫麗芬   | 赫蓉       |
| 學生     | 王正明   | 黃培元     |

## 電視劇和原著的差異
1. 原著中有介紹到小傑的祖父母，而電視劇中僅有雙親。
2. 原著風格較為嚴肅，電視劇則多了輕快的音樂、熱舞及搞笑片段。
3. 原著中小傑的母親離開報社後，轉職到出版社，並一路晉升到總編，而電視劇中她仍在報社任職。
4. 原著中的詹老師，是一名有20多年教學經驗的教師，但在電視劇中角色設定較年輕。
5. 原著中的高偉琦是議員的兒子，家中富有，而電視劇中則是家裡開賭場、母親又被家暴的孩子。
6. 原著中的趙汝浩的年紀比謝政傑小，且父母已離異，而電視劇中則是跟小傑同齡、同班，父母感情良好。
7. 原著中家長會長之子「趙胖」與汝浩為不同角色，電視劇將兩者合而為一。
8. 電視劇中設定有詹老師過去大學時期，曾在校園中發動抗爭，後來因此記錄到處求教職碰壁，故後來才成為一名嚴格的教師，這部份原著並沒有。
9. 原著中抗爭部份佔全著作中相當大篇幅，且抗爭程度擴及到教育部大門口，並抗爭相當長之時日，最後引發警方強悍鎮壓，且最後部長辭職負責，電視劇中抗爭始終僅限於禮仁國中門口。
10. 原著中沈韋與謝政傑只有在抗爭現場有一面之緣，原先並不認識。沈韋並在抗爭現場唱了一首歌後從自家跳樓自殺身亡，但電視劇中無此段。
11. 原著中的邱倩（女性）在劇中改為邱憲（男性），並和主角的母親有曖昧關係。
12. 原著中的校長盧長鶴（男性）在劇中改為洪若烈（女性）。
13. 原著中的英文老師彭曉如在劇中改為彭琪雯。
14. 原著中的教育專家郝秀玉在劇中改為郝莉莉。
15. 原著中的立委裘正一在劇中改為裘崇恩。
16. 原著中的輔導主任張靜瑩（女性）在劇中改為學務主任張德財（男性）。
17. 原著中協助謝家向政府部門施壓之學者專家和民代有數位，但是電視劇中只提到郝莉莉教授及裘崇恩立委。
18. 原著中謝政傑最後選擇轉學，電視劇最後略去這段。
19. 電視劇情節之最後發展，詹老師選擇與謝政傑站在一邊，一起向學校及教育部抗爭，最後與彭老師結婚，並育有一子女，與原著中詹老師辭職並不相同。
20. 張心如僅出現在電視劇，原著中沒有。
21. 沈杰僅出現在原著，電視劇沒有（僅有沈韋）。
22. 原著中艾莉於求學階段有偷錢事實，電視劇則指稱其遭導師刻意誣陷。
23. 電視劇情節提及艾莉有一個電腦工程師男友（劇中的勞倫斯），且僅幫忙入侵更改學校首頁、發動連署、中斷視訊會議，但原著中艾莉本身就是電腦工程師，並無勞倫斯此角色，也無發動連署和中斷視訊會議。
24. 原著相當清楚的道出了抗爭結束後的發展：謝政傑轉到臺北縣（今新北市）的某國中就讀、艾莉回到學校讀書、高偉琦赴美深造。電視劇則以較為含糊的方式結束，暗示這個問題是無解的。
25. 原著中是以國中入學為起點計算年級（三年N班） 電視劇則以九年一貫（即以自國小入學）為標準起算（九年N班）。

## 音樂

### 片頭曲
『我希望』
- 作詞：王紀堯／作曲：侯志堅／演唱：林冠吟

### 片尾曲
『Ode to Joy』
- 作詞：佚名／原曲：貝多芬／編曲：侯志堅／演唱：O.Jay

### 插曲
『教室環遊』
- 作詞：王紀堯／作曲：侯志堅／演唱：黃河、胡桓瑋、鄧聖耀、張書豪

『歡樂歌』
- 作詞：王毓騵／作曲：貝多芬／演唱：不詳

『忘情水』
- 作詞：李安修／作曲：陳耀川／演唱：劉德華

『往昔』
- 作詞：晨曦／作曲：小田裕一郎／演唱：林慧萍

『可愛的馬』
- 作詞：葉俊麟／作曲：螞蟻／演唱：蔡小虎

『愛在旋轉』
- 作詞：孫家麟／作曲：日本曲／演唱：于楓

## 幕後花絮
- 劇中的禮仁國中，真正的拍攝地點在臺北縣淡水鎮(現新北市淡水區)淡水國中。但又就劇中謝政傑的住址在松山區民生東路18巷9弄19號而言，以此推估，實址應為松山區介壽國中。
- 因導演堅持，全劇採用手持DV拍攝，也導致畫面易搖晃。
- 飾演謝政傑的演員黃河，拍攝當年實際上是國三畢業生，出生地為新加坡，小學六年級時曾經跟著家人到中國蘇州國際學校就學三年。

## 與現實的差異
- 劇中將國中基本學力測驗簡稱為學測，與社會與校園中大多簡稱為基測，有所差異；目前「學測」多指高中升大學的大學學科能力測驗（小說用法也是如此）。
- 由於電視劇中的郝莉莉郝教授（謝麗金 飾）為對教育有高度熱忱的專業人士，當時讓不少學生聯想到台師大教育學系的郝永崴教授。

## 收視率
- 晚間首播時段：約0.6%（約12萬人，4歲以上的觀眾）
- 日間重播時段：約1%（約20萬人，10-14歲的觀眾）

資料來源：[危險心靈收視率新聞稿]

## DVD
- 《危險心靈》家用版DVD
  - 發售日期：2006年9月
  - 收錄集數：1-30集（完結篇）10片DVD
  - 總長度：1,440分鐘（24小時）
  - 特別收錄內容：尚未公開
  - 建議售價：新台幣2,290元
- 《危險心靈》公播版DVD
  - 發售日期：尚未公開
  - 收錄集數：1-30集（完結篇）
  - 總長度：1,440分鐘（24小時）10片DVD
  - 特別收錄內容：尚未公開
  - 建議售價：新台幣15,000元

## 原聲帶
原聲帶包括一張CD，一張DVD。2006年8月31日已經由馬雅唱片發行。
統籌：易智言。
音樂總監、音樂製作編曲演奏：侯志堅。
曲目：我希望（林冠吟）／九年級的地圖／深呼吸／頭暈舞步／黑板背面／教室環遊（黃河　等）／森林裡的交易／路上的釘子／童話／誠實花（Bonus Track）／快樂頌／我希望（桂綸鎂Bonus Track）。

## 獎項紀錄
| 年份 | 頒獎典禮     | 獎項                   | 名單                                             | 結果 |
| ---- | ------------ | ---------------------- | ------------------------------------------------ | ---- |
| 2007 | 第42屆金鐘獎 | 戲劇節目獎             | 危險心靈                                         | 獲獎 |
| 2007 | 第42屆金鐘獎 | 戲劇節目類男主角獎     | 黃河                                             | 獲獎 |
| 2007 | 第42屆金鐘獎 | 戲劇節目類導播（演）獎 | 易智言                                           | 提名 |
| 2007 | 第42屆金鐘獎 | 戲劇節目類編劇獎       | 易智言+王紀堯 蔡宗翰+鄭仰山 連凱鴻+簡士耕 雷建容 | 提名 |

## 電視預告
- 劇情篇預告 （页面存档备份，存于）
- 演員篇預告 （页面存档备份，存于）

註：預告影片可能有時效性。

## 外部連結
- 侯文詠官方網站 （页面存档备份，存于）

| 臺灣 公共電視台 星期一到五20:00~21:00    | 臺灣 公共電視台 星期一到五20:00~21:00 | 臺灣 公共電視台 星期一到五20:00~21:00 |
| ---------------------------------------- | ------------------------------------- | ------------------------------------- |
|                                          | 危險心靈 （2006.6.26 - 2006.8.4）     |                                       |
| 一江春水向東流 （2006.5.17 - 2006.6.23） | 公視晚間新聞 （2006.8.7 - ）          |                                       |